# Fetoa
Fetoa ist eine kleine Insel im Westen des Archipels Haʻapai im Pazifik. Es gehört politisch zum Königreich Tonga.

## Geografie
Das Motu liegt im Westen der Inselgruppe im Dreieck zwischen den Inseln Ha‘afeva, Teaupa (Moa-moa) und Matuku.

## Klima
Das Klima ist tropisch heiß, wird jedoch von ständig wehenden Winden gemäßigt. Ebenso wie die anderen Inseln der Haʻapai-Gruppe wird Fetoa gelegentlich von Zyklonen heimgesucht.